# Cassano Magnago
Cassano Magnago (Cassan Magnagh in dialetto varesotto AFI: [kaˈsãː maˈɲɑːk]) è un comune italiano di 21 319 abitanti della provincia di Varese in Lombardia, e ha una superficie territoriale con un'altimetria che varia dai 242 m s.l.m. ai 321 m s.l.m.
Cassano Magnago è stata elevata al rango di città a seguito del Decreto del presidente della Repubblica del 10 novembre 1997.

## Geografia fisica

### Idrografia
Cassano Magnago è bagnata da numerosi torrenti. Il torrente Rile, proveniente dalla zona collinare di Caronno Varesino, attraversa il centro di Cassano sotto il livello stradale, torna allo scoperto a sud del centro, scorrendo rettilineo verso Busto Arsizio, dove sfocia insieme al Tenore in un'area naturale di spagliamento, oggi confinata da una serie di vasche. A nord del centro cassanese, il Rile riceve le acque del torrente Riofreddo, che nasce tra Cassano e Oggiona con Santo Stefano. In questa zona, proprio vicino al centro sportivo Milanello (di cui due terzi del terreno sono proprio nel territorio di Cassano Magnago), sono presenti importanti vasche di contenimento che negli ultimi anni hanno salvato la popolazione di Cassano Magnago da pericolose e nefaste alluvioni.
È presente sul territorio comunale anche un laghetto denominato Boza le cui acque di scolo finiscono nella valle del torrente Arno. Tale bacino era in origine una cava di argilla mentre oggi è adibita a oasi LIPU, importante luogo di rifugio per gli uccelli. A nord est il torrente Arno lambisce Cassano. Presso San Martino confluisce nel Rile il modesto torrente Valle Pozzolo, che scorre tombinato nel tratto finale. Nella zona sud ovest di Cassano si trova il torrente Tenore, che scorre tra le campagne fino a raggiungere Busto Arsizio, dove a nord della città raccoglie le acque del Rile.

## Storia

### Età antica
Si pensa che Cassano fosse abitata sin da epoche remote, ipotesi sostenuta dal ritrovamento di un reperto archeologico, un'urna cineraria risalente al periodo tra il 600 e il 450 a.C., riconducibile alla cultura di Golasecca (dal 1000 al 500 a.C.). Nei secoli successivi giunsero nel paese nuove migrazioni di popoli. La zona tra il Ticino e l'Adda fu occupata dagli Insubri e pare che il nome di Cassano Magnago derivi proprio da questa antica popolazione celta.
Ritrovamenti poi dell'epoca romana sono dati da tipi vari di sepoltura, monete bronzee, ecc.
Il vero simbolo di Cassano Magnago è la torre di San Maurizio: gli archeologi ipotizzano, infatti, la sua costruzione in epoca tardo romana, usata come torre per segnalazioni, in seguito riedificata come campanile dell'omonima chiesa, poi demolita nel primo Novecento, mentre il campanile fu restaurato negli anni 1970 allo scopo di impedirne il crollo. Forse innalzata in epoca precedente a quella romana, come suggerirebbe una lunga fresatura ai piedi della collina che arriva fino all'argine del torrente Rile, la quale ha generato una parete verticale la cui altezza varia dai tre ai quattro metri, rendendo inaccessibile tutto il fronte sud della collina. Se fosse confermata la natura artificiale, ciò lascerebbe ipotizzare la presenza di una struttura costruita dai Celti e utilizzata dai Romani dopo la conquista del territorio, per collocarvi un avamposto allo scopo di sorvegliare il territorio.
Secondo il Dizionario di Toponomastica edito dalla UTET, che a sua volta cita l'opera di Olivieri "Dizionario di toponomastica lombarda", del 1961, nel XV secolo vi era contrata Magnaghi, corrispondente alla parrocchia di San Giulio. Il nome deriverebbe da un proprietario latino di nome Manius o Magnius, con il suffisso -acus, che ne indicherebbe il possesso. Cassano deriverebbe da contrata Santa Maria apud Cerro Cassani, dal nome del proprietario latino Cassius, col suffisso -anus. Tito Livio ne "La storia di Roma" racconta che nel 225 a.C., quando i Romani conquistarono Milano, gli Insubri più agguerriti si rifugiarono sulle colline del varesotto e del comasco, fondando 28 cittadelle fortificate con le quali si opposero ai Romani con grande ostinazione fino al 196 a.C. Da ciò possiamo dedurre che nel 225 a.C. esisteva una linea fortificata dal Seveso al Ticino che correva lungo la fascia collinare dove è situata anche Cassano Magnago. La difesa del territorio, che si potrebbe chiamare "Seprio", costò agli Insubri oltre quarantamila morti, ma ottennero una pace onorevole e il diritto di eleggere i propri rappresentanti al Senato .
Sull'origine del nome di Cassano Magnago, André Martinet, massimo esponente della linguistica e a suo tempo professore alla Sorbona, in "L'indoeuropeo, Lingue, Popoli e Culture" sostiene che Cassano era il nome gallico della quercia, mentre Magnago sarebbe un aggettivo che deriva dalla radice del sanscrito magus (campo), quindi Maghnach da cui la derivazione in latino Magnagus e l'italiano Magnago, infine il nome di Cassano Magnago: "Cassano Maghnach", nella lingua dei Celti significava, forse, quercia campestre, da cui la tradizione del cerro (Quercus cerris) in piazza Santa Maria .
Per i popoli indoeuropei la quercia era l'albero sacro alla massima divinità, tanto che Plinio il Vecchio, nella sua Storia naturale cita il foedo Cassianum (federazione della quercia) un'alleanza tra le città latine sacra a Giove Cassio, il dio della quercia .
Anticamente piazza Santa Maria, dove è situato il cerro, era chiamata Valascia, toponimo originato dal sanscrito Varahi (centro spirituale), quindi la piazza era già un luogo sacro prima dell'arrivo dei cristiani.
A conferma della sacralità del toponimo Valascia, nel Canton Ticino nell'alta val Leventina, il regno dei Leponti, c'è un altipiano situato a mille metri di quota chiamato appunto Valascia, mentre le due località situate nel territorio si chiamano Ambrì e Piotta, due toponimi la cui etimologia ci porta a "centro del piatto", come Mediolanum per esempio, ma anche ad ambone, podio sul quale predicavano i sacerdoti, derivante dall'indoeuropeo Omphalos (ombelico o centro spirituale), quindi si può ipotizzare che per gli Insubri "Cassano Maghnach" e la sua "Valascia" erano un luogo sacro .

### Età medievale
Documenti antichi che parlano di Cassano risalgono al 1152.
Alla fine del Duecento, nel Liber Notitiae Sanctorum Mediolani del Canonico Goffredo da Bussero, si apprende che già allora esistevano quattro chiese:
- San Giulio;
- San Maurizio;
- San Martino;
- Santa Maria.[5]

È inoltre accertata la presenza, dalla metà del XIV secolo, di due monasteri femminili (quello delle Umiliate sino al 1567).
Nel 1287 l'arcivescovo Ottone Visconti fece distruggere la roccaforte di Castelseprio e fece erigere un castello in Cassano Magnago tuttora esistente. Un'effigie marmorea di Ottone Visconti era inserita nelle mura del castello: probabilmente è scomparsa quando il castello fu rifatto nel 1808 per volere dei marchesi Del Pozzo.
Della costruzione ottoniana è rimasto intatto, infatti, solo l'ingresso settentrionale. Il bellicoso arcivescovo forse non fece altro che rimaneggiare delle opere militari preesistenti.
Oltre ai Visconti altre famiglie nobili furono importanti per la storia cassanese. In un documento del marzo 1364 sono nominati i Cagnola di Cassano Magnago: il loro cognome è legato all'origine della chiesa che era dedicata a San Rocco in Soiano, di cui diventarono patroni i Bossi, nobili milanesi. A loro subentrarono gli Agazzini e infine gli Oliva che presero il loro posto nel 1800. Più legati alla parrocchia di San Giulio furono i Crespi, che diedero alla parrocchia tre parroci: Bernardino (1516), Gaspare (1568) e Donato (1583) .

### La peste
Anche questo territorio nel XVII secolo non fu risparmiato dalla peste, descritta con dovizia di particolari dal Manzoni. Il primo paese a esserne colpito fu Busto Arsizio nel dicembre 1629. In tale frangente tutti i paesi vicini manifestarono la loro solidarietà: Cassano Magnago contribuì con mezzo sacco di pane, 57 dozzine di uova , una staia e mezzo di legumi e due carri di paglia (tratto dalle "cronache" di Reguzzone). Nel 1630 anche il paese fu colpito dalla terribile epidemia: dati precisi sui decessi non ce ne sono ma è certo che fra le vittime ci fu l'allora parroco di Santa Maria, Francesco Pellegatta.

### Giovan Battista Maino
Nulla di particolare è avvenuto a Cassano Magnago nel Seicento fino al 7 febbraio 1690.
Quel giorno nacque a San Giulio il settimo figlio di Bartolomeo Maino e Margherita Borsa, Giovan Battista. Formatosi a Milano, si recò presto a Roma dove eseguì quasi tutte le sue opere e divenne una delle più autorevoli personalità artistiche nella scultura del suo tempo. Tra le sue opere basti ricordare le due statue marmoree che si trovano in San Pietro in Vaticano e la Fontana di Trevi che altro non è se non la traduzione in marmo di quella che egli lasciò in stucco. Di Giovan Battista Maino, Cassano Magnago conserva una statua marmorea del Battista eseguita dal cognato, Domenico Scaramucci, secondo il suo modellino in gesso. È conservata nella chiesa di San Giulio.

### Dal Settecento al 1848
La fine del Settecento portò anche a Cassano Magnago le conseguenze della Rivoluzione francese e dell'avventura napoleonica. Scompaiono le carte ufficiali dei complicati emblemi dinastici, ma arrivano i chiari decreti di requisizione: dalle chiese spariscono le cose preziose e il Comune ci rimette 3 186 lire quando passa di qui l'esercito di Suwarow nel 1799. In questa occasione l'abate De Rossi di Cassano Magnago in fama di “giacobino” è ricercato dalla polizia austriaca e riesce a fuggire alla cattura con grande disappunto dei signori gallaratesi bersaglio delle sue “prediche repubblicane”. Altra figura tipica di questo periodo inquieto è quella di Antonio Mazzucchelli, che raggiunse i più alti gradi dell'esercito napoleonico con il quale partecipò alle campagne di Prussia, Spagna, Svezia e Austria. Conclusa l'avventura napoleonica il Mazzucchelli mantenne lo stesso grado nell'esercito austriaco. Morì a Cassano il 18 gennaio 1845 come testimonia una lapide murata nel locale cimitero. Ben documentata è la restaurazione postnapoleonica per le rivendicazioni dei nobili e le notificazioni dell'Imperial Regio Governo. Nel 1848 Cassano Magnago offrì per la causa nazionale lire austriache “410,14 oltre ad oggetti preziosi”. I latenti fermenti patriottici presenti a Cassano trovarono sfogo nella cosiddetta "Rivoluzione delle Bandiere" del 21 marzo 1859.

### La rivoluzione delle Bandiere
Era il 21 marzo 1859 e i coscritti di quell'anno, chiamati dall'Imperial Regio Governo Austriaco, si recarono come al solito in via Fara a Gallarate per l'estrazione del numero di leva. Quelli di Cardano e Verghera giunsero a Gallarate con a capo della comitiva una bandiera gialla e nera simbolo del governo austriaco di allora. Quelli di Cassano Magnago con Gallarate a quella vista si inasprirono e piombarono addosso ai malcapitati e si azzuffarono seriamente in contrada Fara. La bandiera gialla e nera venne presa e stracciata; corsero sassate, bastonate a qualche coltellata, fu una vera battaglia e vincitori furono i gallaratesi e i cassanesi.

### L'impresa garibaldina
L'impresa garibaldina vide un cassanese in primo piano, Daniele Carabelli trombettiere dei Mille a Calatafimi (15 maggio 1860), e una lapide lo ricorda tuttora sull'antica chiesa di San Giulio. Giuseppe Cesare Abba lo cita nella sua opera Da Quarto al Volturno: "…suona ancora all'orecchio di chi vi era lo squillo del Carabelli trombettiere dei Carabinieri, che durante il combattimento non cessò un istante di suonare …squilla ancora la sua tromba nella memoria di chi la udì". Un altro garibaldino, Carlo Antognini si legò a Cassano Magnago divenendo consigliere comunale nel 1896. Dal 1878 era diventato cittadino cassanese anche suo suocero, l'illustre medico Angelo Dubini che dopo una brillante carriera volle passare qui la vecchiaia, dedicandosi all'apicoltura e divenne consigliere comunale e Sovrintendente alle scuole elementari. Come a Milano, anche a Cassano Magnago una via cittadina lo ricorda.

### Dall'Unità d'Italia alla seconda guerra mondiale: la nascita dell'industria
Dopo l'Unità d'Italia anche Cassano Magnago cambiò fisonomia. L'economia agricola fondata sulla viticoltura e la produzione dei cereali lasciò il posto allo sviluppo industriale, caratterizzato dall'industria laterizia, di cui per altro resta ancora da scrivere la storia, dai primi passi del ricamo a macchina (attività nata nel 1873 con l'introduzione di macchine per ricamo da parte dello svizzero Franz Reiser e sviluppatasi nella nostra zona per opera dell'industriale Eugenio Cantoni) e da una certa diffusione dell'attività orafa.
A questo proposito già nel 1835 il cassanese Giovanni Battista Foglia di Ferdinando aveva aperto bottega in Gallarate, in via Mercanti al n. 226.
È interessante notare come talvolta le nascenti attività industriali si sorreggessero a vicenda: nel 1860 l'orafo Paolo Colombo da Seregno si trasferiva a Gallarate, dove sposava la cassanese Rosa Scandroglio, figlia di un fabbricante di laterizi, e con il probabile aiuto finanziario del suocero impiantava in via Postcastello il suo primo laboratorio, dal quale negli anni seguenti uscirono parecchi operai che diedero vita a loro volta ad altri laboratori, fra cui quello dei Sommaruga di Cassano Magnago.
La trasformazione economica intervenne a mutare anche il tessuto sociale del paese dando vita a nuove forme di associazione.
È del marzo 1873 la fondazione della Società operaia di mutuo soccorso, il cui nome è ancora leggibile sull'esterno dell'ex sede della polizia locale in via Marconi, dove la Società ebbe la sua ultima sede prima dello scioglimento decretato nel 1925 dai fascisti locali. I cattolici, che si trovavano in posizione critica di fronte allo stato liberal-borghese, ma non estraniati dagli avvenimenti politici, diedero vita a San Giulio nel 1896 al locale Comitato Parrocchiale, cui aderirono ventotto membri. I fatti di sangue dei moti di Milano e i decreti di scioglimento delle associazioni cattoliche del generale Bava Beccaris nel maggio 1898 ne provocarono la fine.
Non mancarono neppure le vertenze sindacali. Un grande sciopero avvenne nel febbraio-marzo 1903 presso gli stabilimenti Ottolini di Cedrate, al quale furono interessate circa 600 tessitrici, in buon numero di Cassano Magnago. L'astensione dal lavoro, conclusasi dopo venti giorni con una sconfitta delle operaie, fu caratterizzata soprattutto, dopo la sua conclusione, dalle aspre polemiche fra la lega cattolica e la Camera del Lavoro, che per circa un mese si scambiarono insulti e calunnie dalle colonne dei rispettivi giornali, La Battaglia e Popolo e Libertà. A Cassano Magnago si tenne il 25 marzo in piazza Corte (l’attuale piazza Italia) un comizio socialista di proteste «contro le vigliacche e infami calunnie della democrazia cristiana» con l’intervento di Francesco Buffoni allora all’inizio della sua carriera politica e sindacale.
L’inaugurazione del nuovo vessillo della Camera del Lavoro di Gallarate, avvenuta nel maggio 1914, con l'intervento di Benito Mussolini, ormai alla fine della sua militanza socialista, ci offre l’opportunità di verificare l’estensione delle organizzazioni socialiste a Cassano alla vigilia della prima guerra mondiale; aIl'inaugurazione intervennero infatti la Lega Orefici, il Circolo Socialista, il Circolo Giovanile Socialista, la Lega Muratori, il Circolo Famigliare, il Circolo Cooperativo, il Forno Cooperativo e la Fornace Cooperativa.
Le due guerre mondiali segnarono una dolorosa pausa nel benessere che tuttavia riprese subito dopo pur tra contrasti ideologici e sociali. Ai caduti e dispersi si aggiunsero quattro volontari della libertà che meritano un ricordo particolare: Albino Bonicalza, Franco Brogioli, Alvaros Colombo e Gianni Mazzel. Gli anni seguenti videro un’ulteriore espansione industriale e demografica tale da formare due nuovi popolosi rioni, Villa e Boschirolo, riuniti nella nuova parrocchia di San Pietro (7 settembre 1969). Nel 1947 don Carlo Gnocchi fondò nella cittadina cassanese una delle sue prime case per i Mutilatini. Nel 1948 per la prima volta un cassanese, Giovanni Gasparoli, fu eletto deputato al Parlamento.

### Simboli

Il gonfalone

Lo stemma comunale è stato riconosciuto con decreto del Capo del Governo del 14 aprile 1929.
Il gonfalone, concesso con decreto del Presidente della Repubblica dell'8 aprile 1999, è un drappo partito di bianco e di verde.

## Società

### Evoluzione demografica
Abitanti censiti

### Etnie e minoranze straniere
Al 31 dicembre 2022 la popolazione straniera è di 1 355 persone, pari al 6,45% dei residenti.

## Cultura

### Teatro
A Cassano Magnago ha sede il Cinema Teatro Auditorio, sito in piazza San Giulio di fianco all'omonima chiesa.
Per quanto riguarda le compagnie teatrali oltre 40 anni fa è stata fondata la compagnia dei "Teatranti" che mette in scena annualmente a scopo benefico commedie in dialetto varesotto.

### Chiese
A Cassano Magnago ci sono 3 chiese, le più importanti sono quelle di San Giulio, quella di San Pietro e quella di Santa Maria a cui appartengono un oratorio a testa; l’oratorio di San Giulio è molto conosciuto nel Varesotto perché si pensa che sia uno dei più belli della zona, avendo anche una piscina per le attività estive.

## Infrastrutture e trasporti
Fra il 1931 e il 1951 la località costituì il capolinea di una diramazione proveniente da Gallarate della tranvia Milano-Gallarate, gestita dalla STIE.

## Amministrazione
| Periodo          | Periodo          | Primo cittadino    | Partito                                                                         | Carica                  | Note |
| ---------------- | ---------------- | ------------------ | ------------------------------------------------------------------------------- | ----------------------- | ---- |
| 1946             | 1950             | Carlo Mazzucchelli | PCI                                                                             | Sindaco                 |      |
| 1950             | 1951             | Gaetano Sommaruga  | PCI                                                                             | Sindaco                 |      |
| 1951             | 1953             | Oreste Mazzola     | PCI                                                                             | Sindaco                 |      |
| 1953             | 1960             | Carlo Mazzucchelli | PCI                                                                             | Sindaco                 |      |
| 1960             | 1970             | Noè Gasparoli      | DC; PSDI                                                                        | Sindaco                 |      |
| 1970             | 1975             | Cesarino Saporiti  | DC; PSDI                                                                        | Sindaco                 |      |
| 1975             | 1976             | Mario Meriggi      | PCI; PSI; PSDI                                                                  | Sindaco                 |      |
| 1976             | 1982             | Luigi Regalia      | PCI; PSI; PSDI                                                                  | Sindaco                 |      |
| 1982             | 1985             | Enzo Fieni         | PCI; PSI; PSDI                                                                  | Sindaco                 |      |
| 1985             | 1990             | Alessandro Zaupa   | PSI; DC; PSDI                                                                   | Sindaco                 |      |
| maggio 1990      | 18 aprile 1993   | Mario Rigamonti    | DC; PCI                                                                         | Sindaco                 |      |
| 19 aprile 1993   | 20 novembre 1993 | Giorgio Zanzi      |                                                                                 | Commissario prefettizio |      |
| 21 novembre 1993 | 15 novembre 1997 | Domenico Uslenghi  | Lega Nord                                                                       | Sindaco                 |      |
| 16 novembre 1997 | 26 maggio 2002   | Domenico Uslenghi  | Lega Nord                                                                       | Sindaco                 |      |
| 27 maggio 2002   | 10 giugno 2007   | Aldo Morniroli     | Lega Nord; Forza Italia; Alleanza Nazionale                                     | Sindaco                 |      |
| 11 giugno 2007   | 20 maggio 2012   | Aldo Morniroli     | Lega Nord; Il Popolo della Libertà                                              | Sindaco                 |      |
| 21 maggio 2012   | 12 giugno 2017   | Nicola Poliseno    | Il Popolo della Libertà; Lista civica Nicola Poliseno sindaco; Unione di Centro | Sindaco                 |      |
| 13 giugno 2017   | 25 giugno 2022   | Nicola Poliseno    | Lista civica Nicola Poliseno sindaco                                            | Sindaco                 |      |
| 26 giugno 2022   | in carica        | Pietro Ottaviani   | Lista civica Poliseno                                                           | Sindaco                 |      |

## Sport
- Squadra di pallamano maschile: Cassano Magnago Handball Club
- Squadra di pallamano femminile: Pallamano Femminile Cassano Magnago ASD
- Squadra di pallamano: Virtus Cassano
- Squadra di calcio: A.S. Union Villa Cassano
- Squadra di pallavolo femminile: VBC Cassano
- Squadra di ciclismo: Velo Club Cassano 1992
- Squadra di ciclismo: G.S. S. Pietro
- Squadra di Basket: Basket Cassano Magnago
- Squadra di Rugby: Rosafanti Rugby
- Boxe: Black Tiger
- Sci: Sci Club Cassano Magnago
- Enduro: Green Pistons
- Atletica: Maratoneti Cassano
- Subacquea: "Onlysub C.M."
- Squadra di ginnastica artistica: Arci Sport Cassano Magnago
- Squadre di tchoukball: Cassano Hawks e Cassano Kites

## Galleria d'immagini

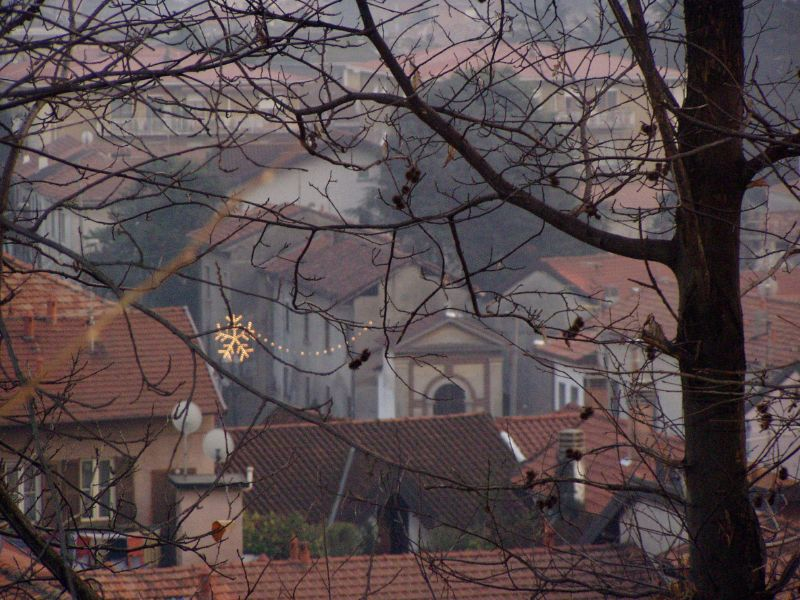
La cappella di San Rocco
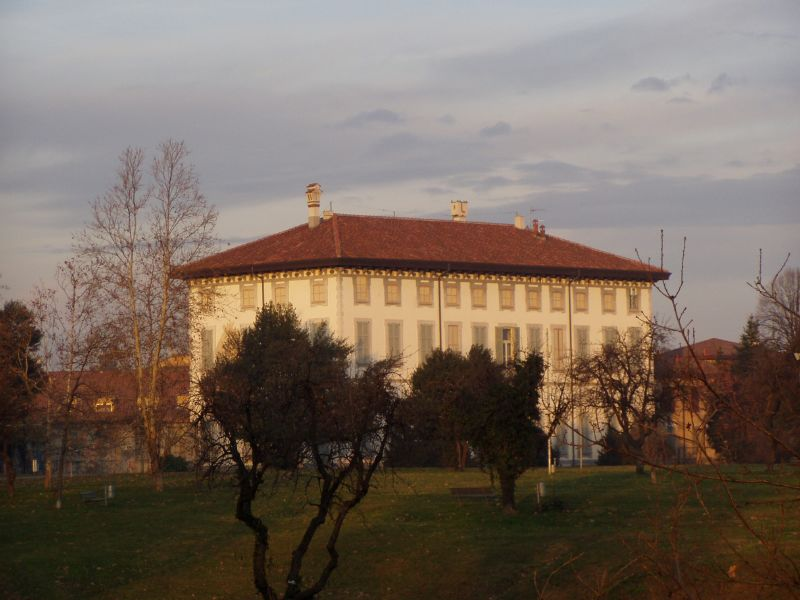
Villa Oliva
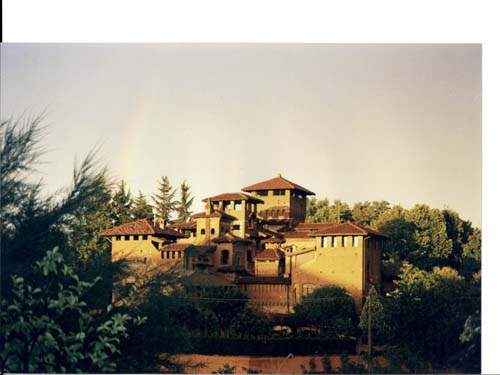
Castello dei Cento Tetti
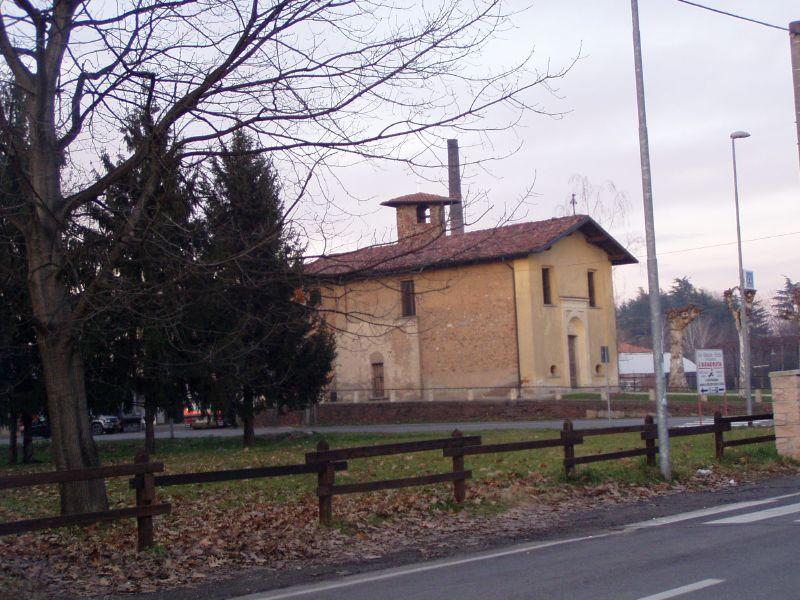
La chiesa di Sant'Anna
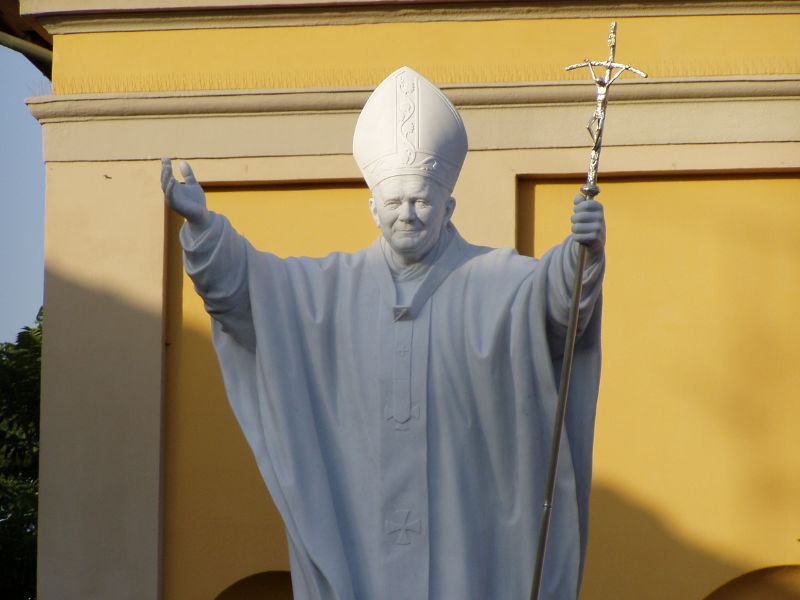
Monumento dedicato a Giovanni Paolo II
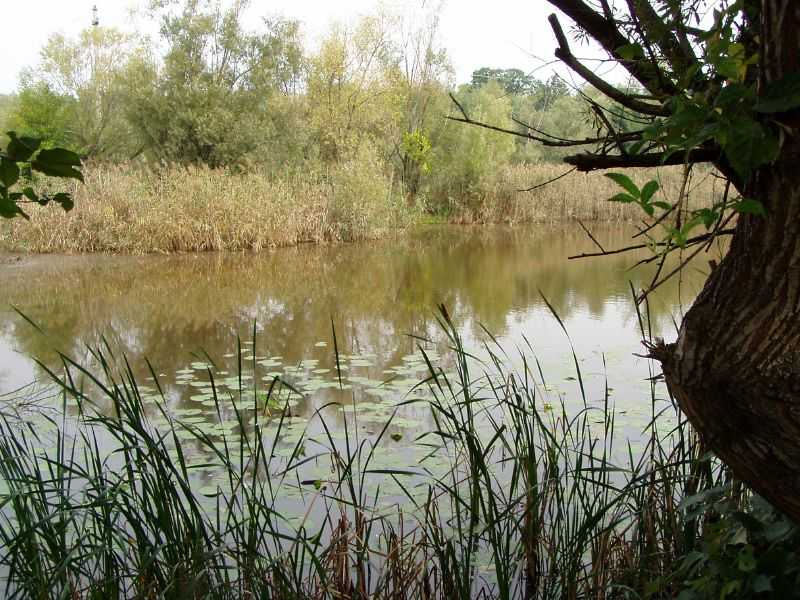
L'Oasi Boza
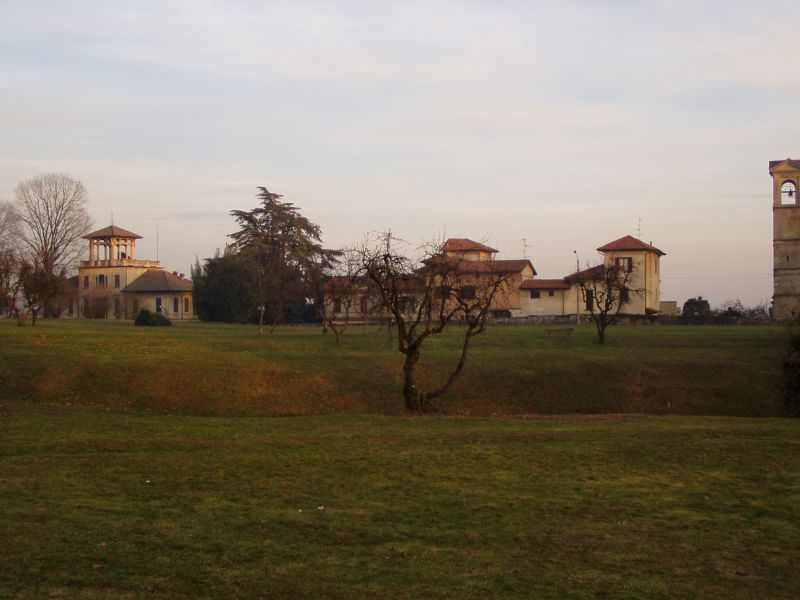
Il Parco della Magana
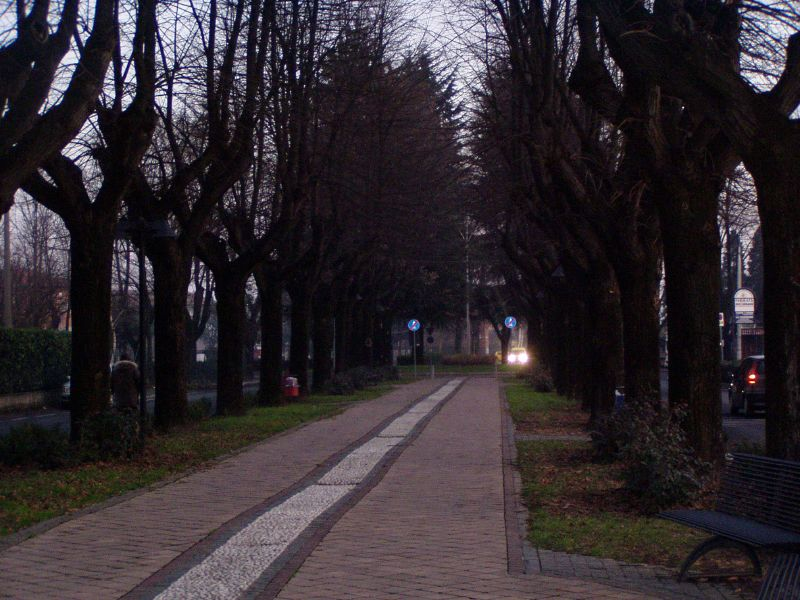
Viale delle Rimembranze